# Lipa (Bolków)
Lipa je polská vesnice nacházející se na jihu Polska v Dolnoslezském vojvodství. Nachází se severozápadně od města Bolków do jehož katastru spadá a na východ od města Wojcieszów. Zastavěná část má podlouhlý charakter při silnici vedoucí z jihozápadu na severovýchod. Protéká tudy též potok. Na jižním okraji obce se nachází ruina zámku. Dále je ve vsi kostel svatých apoštolů Petra a Pavla, škola, komunitní centrum a hřbitov. Prochází tudy modrá turistická značka. Jedna silnice spojuje Lipu s na jihu s Mysłówem, a Novou Vsí Malou na severu. Druhá pak s Dobkówem na západě a Jastrowiecem na východě.

## Galerie

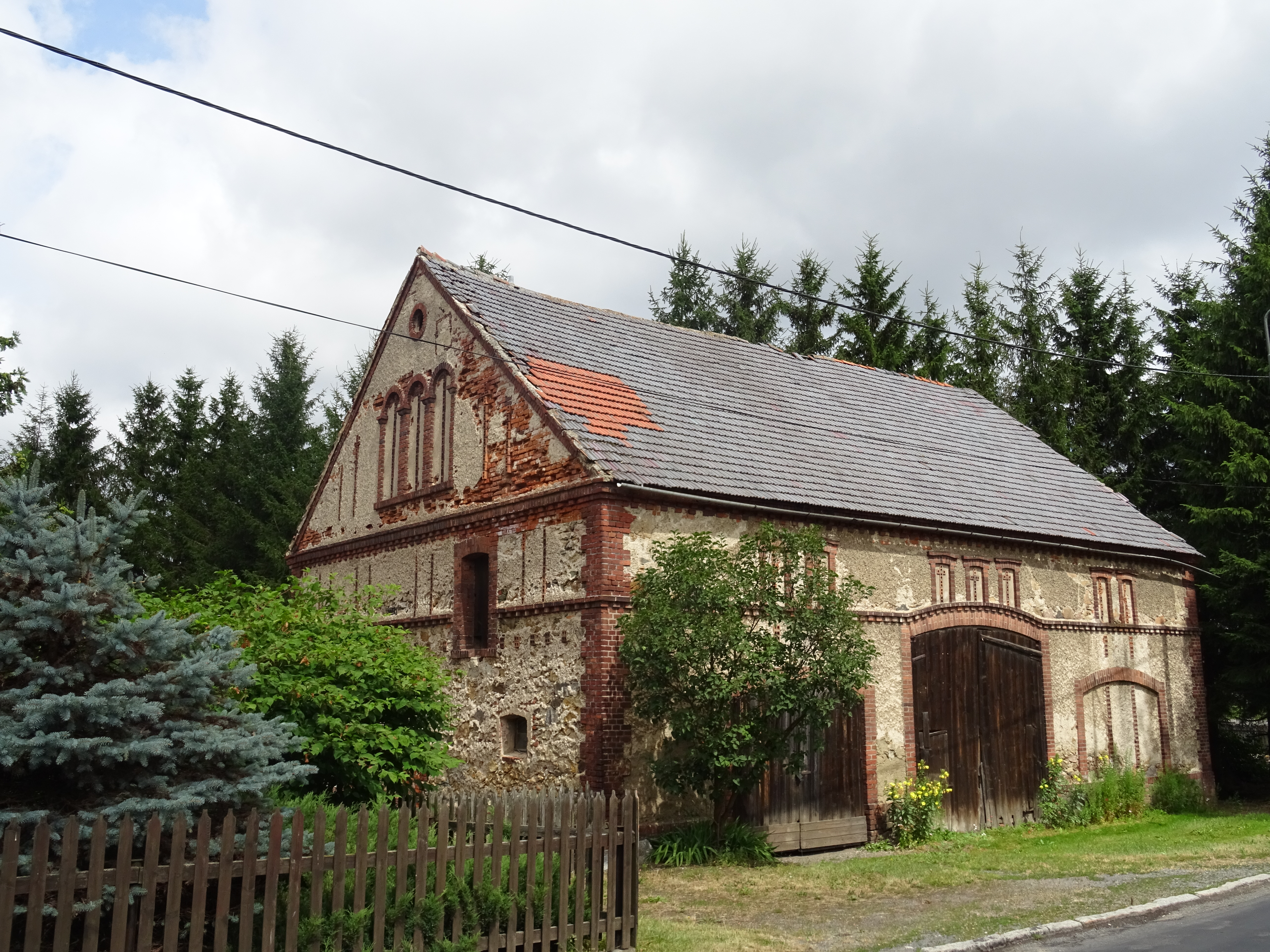
Stodola
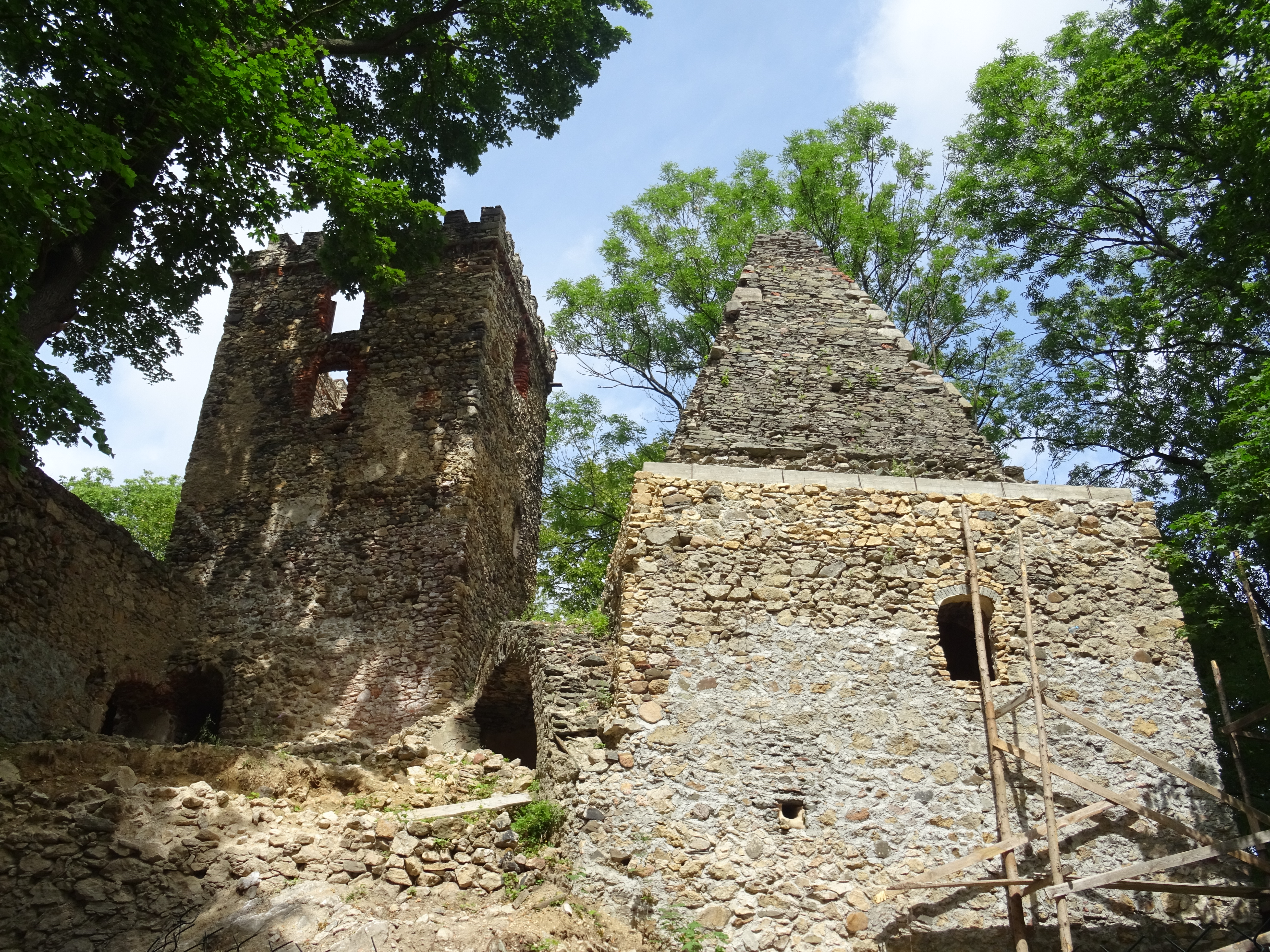
Zbytky hradu
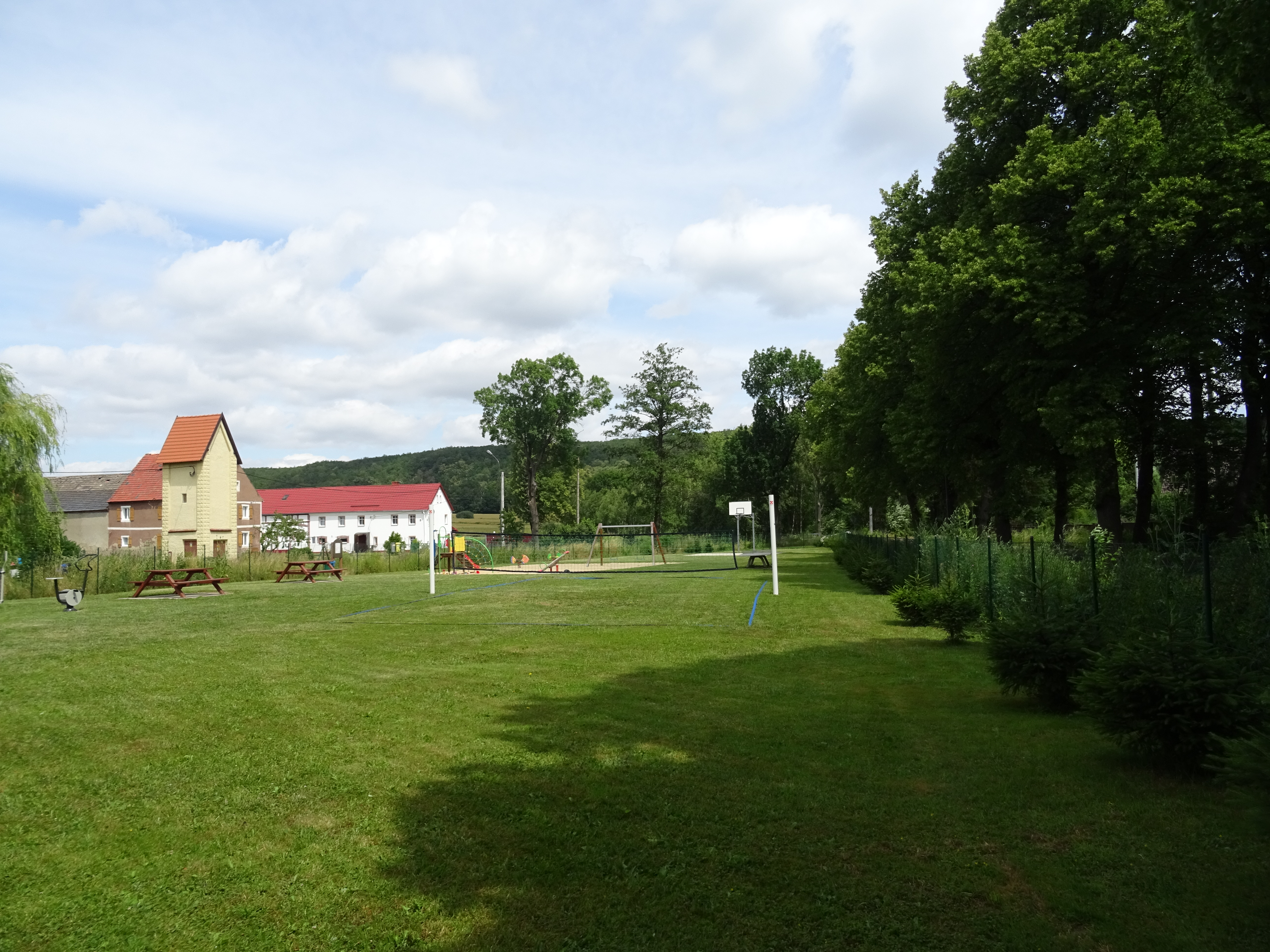
Sportovní hřiště
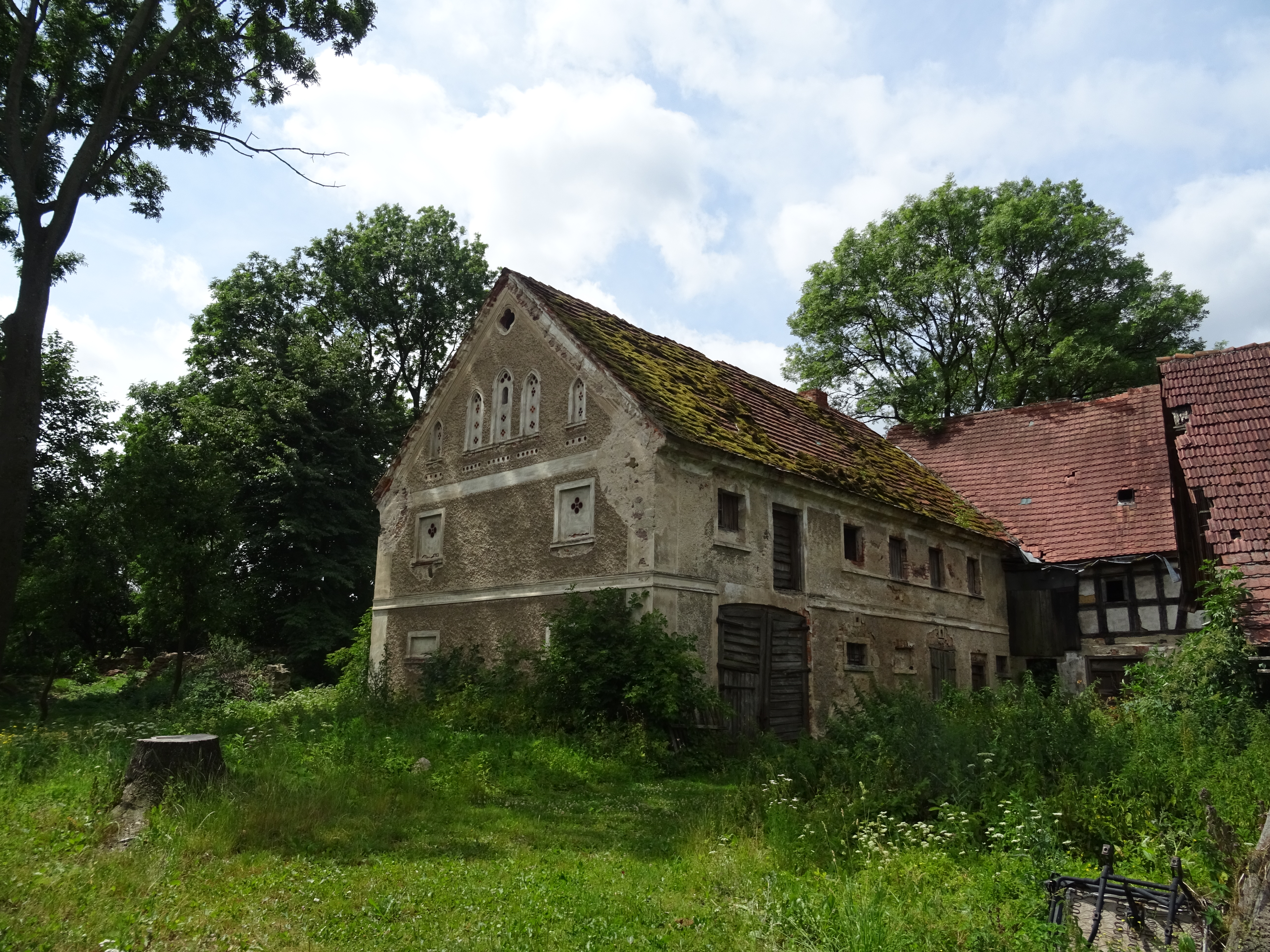
Statek
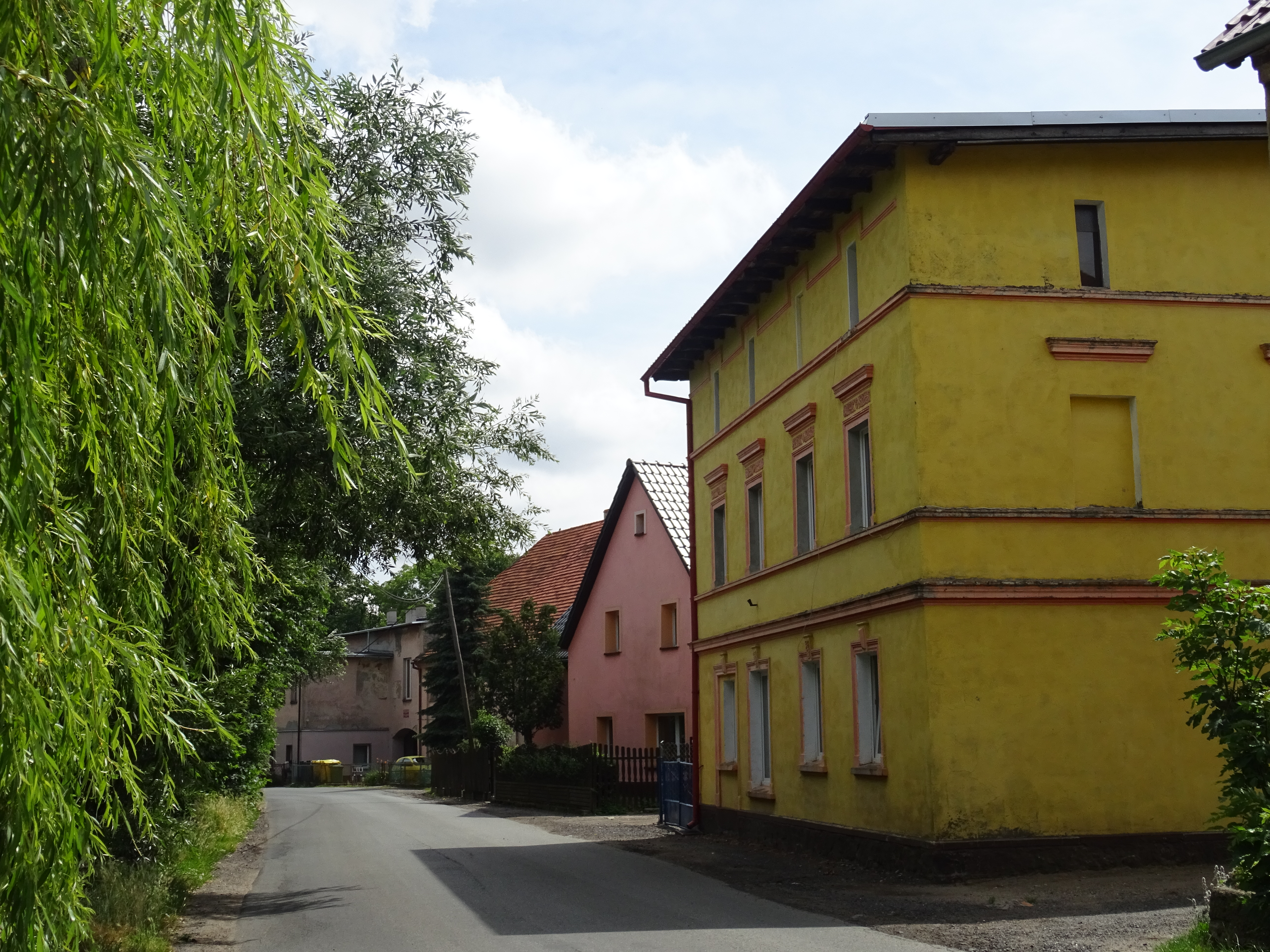
Ulice s domy